# Sickbag
Sickbag — дэт-метал/грайндкор группа из Франции.

## История
Группа Sickbag сформировалась в середине 2003 года в составе: Жульен Генри (вокал), Фракос Рукс-Вечиали (ударные), Диего Джейсон (гитара), Жульен Диверт (гитара), и Жоким Пикот (бас). Спустя 6 месяцев было записано первое демо, получившее название Vomiting Reflex (Рвотный рефлекс). После выпуска демо последовали многочисленные выступления.
В 2004 году выходит мини-альбом A Perfect World of Shit (Совершенный мир говна). Мини-альбом получил хорошие отклики у слушателей и в музыкальной прессе. Благодаря этой EP Sickbag подписались на лейбл Deadcirkus Records. В 2005 году выходит сплит с участием Sickbag и ещё трёх групп — Disaster, Elysium и Desecrator. Sicbag представили на этом релизе 4 свои композиции, записанные в Studio Cave.
В 2006 году Sickbag подписались на польский лейбл Deaformeathing Productions. В течение 8 дней группа записала свой дебютный альбом в профессиональной студии Loko Studio. Дебютный альбом получил название Bushido Codex и вышел в июле 2006 года (во Франции в сентябре). В дальнейшем Sickbag выступили на знаменитом чешском грайнд фестивале Obscene Extreme, а затем выступила на крупнейшем фестивале СНГ Metal Heads Mission.

## Дискография
- 2003 — Vomiting Reflex (демо) (100 экземпляров)
- 2004 — A Perfect World of Shit (EP) (500 экземпляров)
- 2005 — Da Grind (сплит) (500 экземпляров)
- 2005 — Sumo Disenterie (1000 экземпляров)
- 2005 — Who's the Next (EP)
- 2006 — Bushido Codex (1000 экземпляров)

### Участие в компиляциях
- 2006 Overcome Compilation (10000 экземпляров)
- 2006 Obscene Extreme compilation (5000 экземпляров)

## Участники

### Настоящий состав
- Julien Henri — вокал
- Diego Janson — гитара
- Julien Divers — гитара
- Big Joakim Piquot — бас

### Бывшие участники
- Francois Roux Vecchiali — ударные